# YooHoo
„YooHoo” (kor. 유후) – singel południowokoreańskiej grupy Secret, wydany 30 kwietnia 2013 roku w Korei Południowej. Osiągnął 5 pozycję na liście Gaon Chart. Według danych Gaon utwór YooHoo został pobrany 978 757  razy w Korei Południowej (stan na dzień 31 grudnia 2013). Teledysk do utworu pojawił się 29 kwietnia 2013 r. na oficjalnym kanale YouTube wytwórni.
Utwór został nagrany ponownie w języku japońskim i wydany jako singel 23 lipca 2014 roku w Japonii. Osiągnął 17 pozycję na liście Oricon, sprzedał się w nakładzie 6106 egzemplarzy.

## Lista utworów
Singel koreański
| Nr | Tytuł           | Słowa                   | Muzyka                  | Czas |
| -- | --------------- | ----------------------- | ----------------------- | ---- |
| 1. | "YooHoo (유후)" | Kang Ji-won, Kim Ki-bum | Kang Ji-won, Kim Ki-bum | 3:20 |

Singel japoński
| Nr | Tytuł            | Słowa           | Muzyka                  | Czas |
| -- | ---------------- | --------------- | ----------------------- | ---- |
| 1. | "YooHoo"         | Taira Yoshitaka | Kang Ji-won, Kim Ki-bum | 3:20 |
| 2. | "Only U"         | Taira Yoshitaka | Jun Da-woon, MARCO      | 3:47 |
| 3. | "YooHoo" (Inst.) |                 | Kang Ji-won, Kim Ki-bum | 3:20 |

## Twórcy i personel
- Kim Tae-sung – producent wykonawczy, współproducent
- Song Ji-eun – wokal
- Han Sun-hwa – wokal
- Jeon Hyo-sung – wokal
- Jung Ha-na – wokal, rap, słowa utworów
- Kang Jiwon – współproducent, słowa utworów, aranżacja, kompozycja
- Kim Kibum  – współproducent, słowa utworów, aranżacja, kompozycja

## Notowania
Wersja kor.
| Lista                             | Pozycja |
| --------------------------------- | ------- |
| Weekly Gaon Singles Chart         | 5       |
| Monthly Gaon Singles Chart        | 5       |
| Yearly Gaon Singles Chart         | 30      |
| Weekly Gaon Streaming Chart       | 7       |
| Weekly Gaon Download Chart        | 4       |
| Yearly Gaon Singles Chart         | 53      |
| Weekly Gaon Mobile Ringtone Chart | 1       |
| Billboard K-Pop Hot 100           | 4       |

Wersja jap.
| Lista                       | Pozycja |
| --------------------------- | ------- |
| Oricon Daily Singles Chart  | 11      |
| Oricon Weekly Singles Chart | 17      |